# Контакт (филм, 1997)
Вижте пояснителната страница за други значения на контакт.
„Контакт“ (на английски: Contact) е американски научнофантастичен филм от 1997 г., режисиран от Робърт Земекис, в който участват Джоди Фостър, Матю Макконъхи, Джеймс Уудс, Джон Хърт и Том Скерит. Сюжетът му е базиран на едноименния роман на Карл Сейгън, като самият автор участва в писането на сценария и адаптирането на историята за големия екран.
„Контакт“ дебютира на големия екран на 11 юли 1997 г. Премиерата се състои в САЩ. До 1998 г. общите приходи от лентата в световен мащаб достигат до $171 милиона. Филмът печели награда „Хюго“ за най-добро драматично представяне и получава редица номинации и награди „Сатурн“.

## Актьорски състав
- Джоди Фостър в ролята на д-р Елинор „Ели“ Ароуей
- Джена Малоун в ролята на младата Елинор Ароуей
- Матю Макконъхи в ролята на Палмър Джос
- Джеймс Уудс в ролята на Майкъл Китз
- Том Скерит в ролята на Дейвид Дръмлин
- Уилям Фиктнър в ролята на Кент Кларк
- Джон Хърт в ролята на С. Р. Хадън
- Анджела Басет в ролята на Рейчъл Константин
- Дейвид Морз в ролята на Тиодор Ароуей
- Джейк Бъзи в ролята на Джоузеф
- Джефри Блейк в ролята на Фишър
- Макс Мартини в ролята на Уили

## Дублаж
| Преводач            | Полина Николова                                                                           |
| Режисьор на дублажа | Радослав Рачев                                                                            |
| Тонрежисьор         | Стефан Македонски                                                                         |
| Озвучаващи артисти  | Десислава Знаменова Ася Рачева Стефан Димитриев Силви Стоицов Мартин Герасков Васил Бинев |